# 關紫蘭
關紫蘭（1903年—1986年）女，祖籍广东省南海县，生于上海，中国早期油画家。

## 生平
關紫蘭生于艺术世家，父母经营纺织业，有美术基础，能自行设计棉布图案，關紫蘭是他们的独生女。十多岁时，關紫蘭便考入上海神州女校图画专修科学习，洪野是首位教關紫蘭素描及色彩学的老师。后来，陈抱一动员關紫蘭到中华艺术大学深造。關紫蘭乃入中华艺术大学西洋画科。1927年6月，中华艺术大学举办美术展览会，关紫兰一幅题为《幽闲》的作品在展览上脱颖而出，连同其本人的照片一起发表在《良友》画报1927年第17期。
1927年，關紫蘭自中华艺术大学西洋画科毕业。同年，经老师陈抱一引荐，關紫蘭到日本留学，入日本东京文化学院。在日本留学期间，關紫蘭得益于日本留学法国的油画家有岛生马和中川纪元，并因此受到了法国后印象主义绘画流派和野兽派画风的深刻的影响，这对于關紫蘭后来的油画作品风格的形成奠定了基础。1927年8月，关紫兰的个人画展在兵库县神户市举行。她的作品曾多次参加日本“二科”美术展、上野美术展、兵库县美术展等展览。日本杂志曾多次刊登文章介绍關紫蘭及其作品，并给予较高评价。
關紫蘭是中国较早受野兽派影响的职业油画家。20世纪初，野兽派产生后不久，即在日本影响甚广。關紫蘭赴日本前，已师从陈抱一，赴日本后对野兽派了解更为深入。關紫蘭的作品在1920年代至1940年代便具有现代艺术倾向，为近代浪漫派。
1930年，關紫蘭参加日本展览会的油画作品《水仙花》被兵库县政府印制成明信片，在日本全国发行。同年，關紫蘭回国并任教于上海唏阳美术院。同年夏季，關紫蘭在上海华安大厦举办个人作品展，受到中国画坛关注，被誉为“中国闺秀画家”。
为从事绘画事业，關紫蘭多次推迟婚姻，直到35岁才结婚。后来生下女儿后，關紫蘭选择沉寂了一段时间。沉寂了10年之后，1941年关紫兰再度举行画展。1940年代，有人评论称：“她的作品，不像罗兰珊的只表现了女性的优美，又透露出女性的纤弱。她确有像宝石一样晶莹玉润的色彩，有像天鹅绒一样温馨的画面，有小鸟一样活泼的笔触，可是男性所特有的坚强与宏伟构成，在她的画面中已经老早就有了。”
中华人民共和国成立后，關紫蘭住在上海市虹口区。1958年丈夫去世后，她不常作画。1963年，她成为上海市文史研究馆馆员。同时她还是中国美术家协会会员。1960年代，關紫蘭头发渐灰白，但打扮整齐，保持丽质。
文化大革命中，關紫蘭已不再作画，她伤透了心，但对生活仍充满信心。她经常赴黃浦區南京东路的德大西餐馆、东海西餐馆喝咖啡。有时来了兴致，便到静安区铜仁路的上海咖啡馆喝一杯浓咖啡。
中华人民共和国时期，關紫蘭的多幅作品被中国美术馆收藏。1983年，作品《紫罗兰》参加了上海市文史研究馆建馆三十周年藏画展。1995年，作品《民国妇人》参加了上海油画回顾展。1998年3月，其作品参加了北京《世纪女性艺术展》大型展。
晚年，她每月到虹口区长春路拐角处的斯维美理发店理发，时常洒进口香水，保持飘逸、清丽、积极的生活态度。她认为那些时髦的“歌功颂德”的作品不过是一堆垃圾。逝世前，她住在虹口區溧阳路1333弄1号甲。
1986年，關紫蘭在上海病逝。

## 作品
關紫蘭油画作品中的部分代表作有：
- 《弹曼陀铃琴的姑娘》
- 《湖畔》
- 《持扇裸女》
- 《绿衣女孩》
- 《秋水伊人》
- 《幽》
- 《小提琴》
- 《藤萝》
- 《百合花》

## 逸事
關紫蘭天生丽质且极聪慧，富有艺术家的气质。她的一张侧面照还刊登在1928年9月30日出版的第30期《良友》杂志上，下面附有说明：“女士粤人，毕业于中华艺术大学，擅西洋画，在日本开个人展览会，大受美术界赞许。”

## 画廊

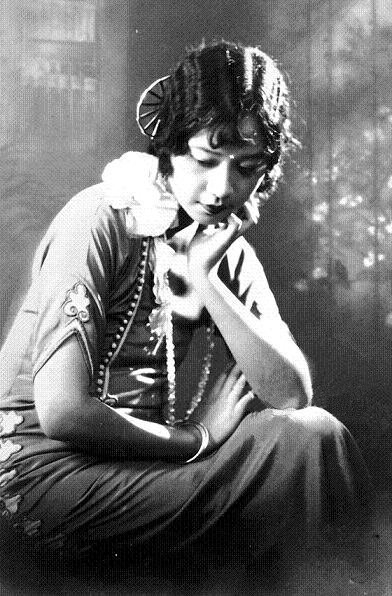
關紫蘭
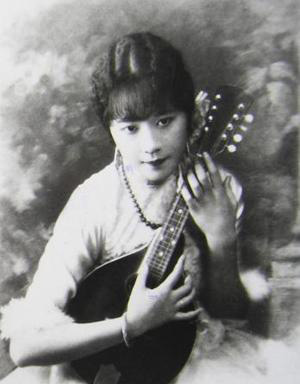
關紫蘭
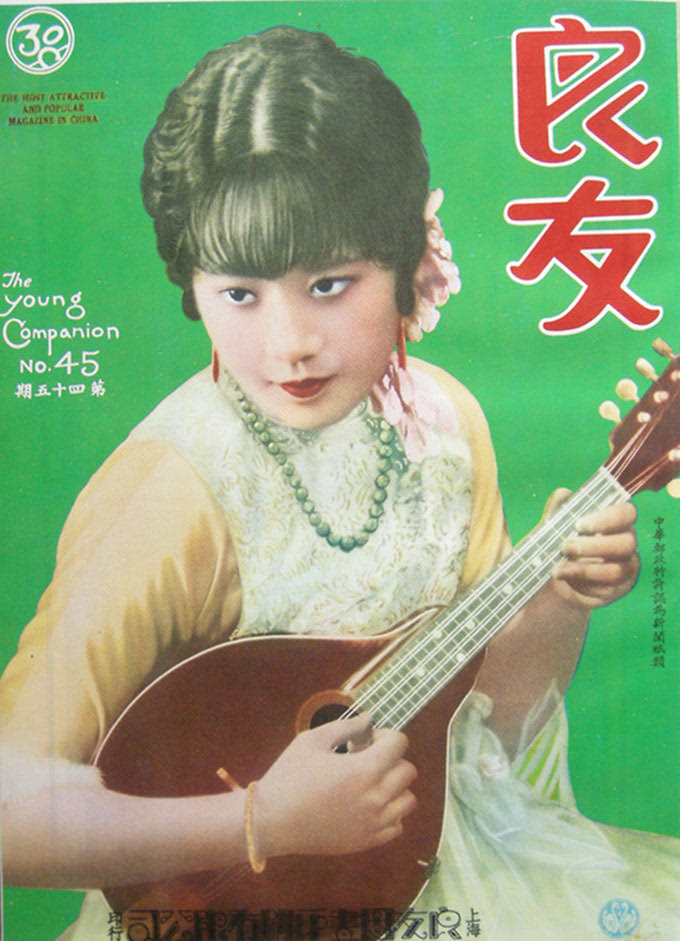
1930年3月出刊之《良友畫報》45期
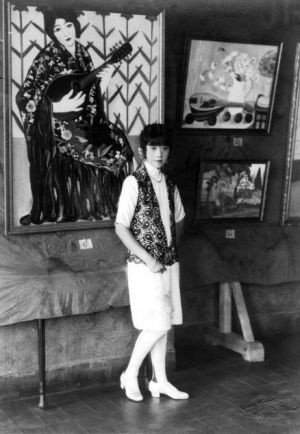
关紫兰在1930年的艺术展上